# Ем Ен Джи Еърлайнс
„Ем Ен Джи Еърлайнс“ (междунар. MNG Airlines, на турски: MNG Havayolları, Ме Не Ге Хавайоларъ) е турска авиокомпания със седалище в Истанбул, която изпълнява редовни и чартърни товарни полети.
Стартира дейността си през 1997 г. с полети до Германия и Великобритания 3 дни в седмицата. От 2021 г. изпълнява редовни товарни полети до Германия, Англия, Франция, Италия, Русия, Казахстан, Китай, Либия, Обединените арабски емирства и САЩ.

## История
Компанията е основана през февруари 1996 г. от Мехмет Назиф Гюнал. MNG Airlines започва да извършва редовни товарни полети до Германия и Англия с „Еърбър A300“ през ноември 1997 г.